# Усков, Борис Иванович
Борис Иванович Усков (19 апреля 1930, Новорусаново — 7 февраля 2011, Жердевка, Тамбовская область) — советский колхозник. Полный кавалер ордена Трудовой Славы (1986).

## Биография
Борис Усков родился 19 апреля 1930 года в селе Новорусаново Жердевского района Борисоглебского округа Центрально-Чернозёмной области (сейчас Жердевского района Тамбовской области).
В 1947 году начал работать на Жердевской машинно-тракторной станции механизатором.
В 1951—1954 годах был на срочной службе в Советской Армии.
После демобилизации вернулся на родину, трудился шофёром в колхозе имени Калинина. С 1968 года работал комбайнёром. В 1970 году стал бригадиром тракторной бригады.
14 февраля 1975 года Указом Президиума Верховного Совета СССР за большие успехи, достигнутые во Всесоюзном социалистическом соревновании, и проявленную трудовую доблесть в повышении производительности труда, росте урожайности сельскохозяйственных культур и продуктивности общественного животноводства, выполнении народнохозяйственных планов и принятых обязательств по увеличению производства и продажи государству продуктов земледелия и животноводства в 1974 году награждён орденом Трудовой Славы 3-й степени.
С 1977 года возглавлял комплексную бригаду № 2. В 1978 году бригада Ускова продемонстрировала урожайность зерна 35,4 центнера с гектара, сахарной свёклы — 220,5 центнера с гектара.
13 марта 1981 года Указом Президиума Верховного Совета СССР за успехи, достигнутые в выполнении планов и социалистических обязательств по производству и продаже государству продуктов земледелия и животноводства в десятой пятилетке, награждён орденом Трудовой Славы 2-й степени.
В 1981—1985 годах в ходе одиннадцатой пятилетки бригада Ускова продолжила показывать высокую урожайность: зерна собирали по 29,3 центнера с гектара, сахарной свёклы — 280 центнеров с гектара.
29 августа 1986 года Указом Президиума Верховного Совета СССР за успехи, достигнутые в выполнении заданий одиннадцатой пятилетки и социалистических обязательств  по производству и переработке сельскохозяйственной продукции, награждён орденом Трудовой Славы 1-й степени, став его полным кавалером.
В дальнейшем бригада Ускова по-прежнему показывала высокие результаты. В 1987 году она собирала зерна по 41,3 центнера с гектара, сахарной свёклы — 340,5 центнера, подсолнечника — 15,9 центнера, кукурузы на зерно — 416,8 центнера.
Жил в городе Жердевка.
Умер 7 февраля 2011 года.
Награждён медалями.